# Mittimyrans naturreservat
Mittimyrans naturreservat är ett naturreservat i Jokkmokks kommun i Norrbottens län.
Området är naturskyddat sedan 2024 och är 285 hektar stort. Reservatet ligger norr om Murjek och består av mittmyran och omgivande skog av granar och äldre björkar.